# アルマックスエージェンシー
株式会社アルマックスエージェンシーは、日本の芸能事務所。ナレーター、ラジオパーソナリティ、スポーツMCなど、声のマネージメントや育成などを手掛ける。

## 概要
2014年4月1日、ナレーター・三村ロンドの個人事務所として、株式会社アールエムエージェンシーを設立。
2025年4月1日、株式会社アルマックスエージェンシーに商号変更。

## 所属タレント
- 三村ロンド（代表取締役）
- 柏田ユウリ（元中京テレビ放送アナウンサー・三村ロンドの妻）
- 池田なみ子
- 菊池早央里
- 行貝寧々（元新潟放送アナウンサー）
- ふじいなおき